# Parafia św. Józefa Oblubieńca Najświętszej Maryi Panny w Regielnicy
Parafia świętego Józefa Oblubieńca Najświętszej Maryi Panny w Regielnicy – parafia rzymskokatolicka, znajdująca się w diecezji ełckiej, w dekanacie Ełk - Matki Bożej Fatimskiej.